# Sorcy-Saint-Martin
Sorcy-Saint-Martin – miejscowość i gmina we Francji, w regionie Grand Est, w departamencie Moza.
Według danych na rok 1990 gminę zamieszkiwały 994 osoby, a gęstość zaludnienia wynosiła 46 osób/km² (wśród 2335 gmin Lotaryngii Sorcy-Saint-Martin plasuje się na 373. miejscu pod względem liczby ludności, natomiast pod względem powierzchni na miejscu 145.).